# Condado de Sanders
O Condado de Sanders é um dos 56 condados do estado norte-americano de Montana. A sede de condado é Thompson Falls, que é também a sua maior cidade. O condado tem uma área de 7226 km² (dos quais 73 km² estão cobertos por água), uma população de 12 671 habitantes, e uma densidade populacional de 1,4 hab/km² (segundo o censo nacional de 2000). O condado foi fundado em 1906 e o seu nome é uma homenagem a Wilbur F. Sanders (1834-1905), que foi senador pelo estado do Montana e uma das pessoas que teve papel proeminente no desenvolvimento do estado.